# Chloé Cruchaudet
Chloé Cruchaudet, née le 2 novembre 1976 à Lyon, est une dessinatrice, scénariste et coloriste française de bande dessinée.

## Biographie
Chloé Cruchaudet suit l'enseignement de l'École Émile-Cohl à Lyon puis celui des Gobelins à Paris où elle étudie l'animation. C'est dans cette voie qu'elle s'engage au début de sa carrière. Elle travaille sur des séries et films d'animation, notamment « Ernest et Célestine » et « Avez-vous déjà vu… », tout en développant des projets personnels.
En 2006, elle entre dans le monde de la bande dessinée en  publiant en 2008 aux éditions Delcourt Groenland Manhattan, récompensé par le prix René Goscinny,,, et participe à l'album collectif Les Enfants sauvés, publié chez Delcourt en novembre de la même année. En 2009, elle se lance dans la série Ida, qui narre en trois volumes les aventures à la fin des années 1880 d'une vieille fille trentenaire, hypocondriaque et autoritaire qui se découvre une passion pour les voyages. Parallèlement, elle participe au projet Les Autres Gens, qui réunit une multitude de dessinateurs autour du scénariste Thomas Cadène, initiateur de cette bédénovela hors norme.
En septembre 2013, elle publie Mauvais genre d'après l'essai La Garçonne et l'Assassin de Fabrice Virgili et Danièle Voldman. L'ouvrage est fort bien accueilli par la critique et vaut à son autrice de recevoir le prix Landerneau BD 2013, le prix Coup de cœur lors du festival de Quai des Bulles, le prix de la critique de l'Association des critiques et des journalistes de bande dessinée, et le prix du public Cultura lors du Festival d'Angoulême 2014.
En février 2016, Chloé Cruchaudet refuse sa nomination dans l’ordre des Arts et des Lettres, comme trois autres autrices de bandes dessinées.
Depuis 2017, elle enseigne au sein de l’école Émile Cohl à Lyon.
En 2022 est publié le premier tome de sa série Céleste, du nom de Céleste Albaret, la servante de Marcel Proust. L'année suivante paraît le deuxième tome.

## Œuvres
- La Fête foraine de Gus, Balivernes éditions, 2006  (ISBN 978-2-35067-002-7)
- Joséphine Baker, Nocturne, coll. « BD Chanson », 2006
- Groenland Manhattan, Delcourt, 2008  (ISBN 978-2-7560-0967-4)
- « Gargantua versus Alice », dans Rendez-vous, Akileos, 2008
- Participation aux Enfants sauvés (dessin), avec Philippe Thirault (scénario), Delcourt, 2008
- « Mon chat à moi 5 », dans Mon chat à moi, Delcourt, 2008
- Ida, Delcourt :

1. Grandeur et Humiliation, 2009  (ISBN 978-2-7560-1539-2)
2. Candeur et Abomination, 2011  (ISBN 978-2-7560-2200-0)
3. Stupeur et Révélation, 2013  (ISBN 978-2-7560-2810-1)

- Participations aux Autres Gens, tomes 2 et 3 (dessin), avec Thomas Cadène (scénario), Dupuis, 2011
- Mauvais Genre, Delcourt, 2013  (ISBN 978-2-7560-3971-8)
- La Poudre d'escampette, Delcourt, 2015
- L'Herbier sauvage, Soleil Productions, 2016
- La Belle et la Bête, Gallimard jeunesse, 2018
- La croisade des innocents, Soleil, coll. Noctambule, 2018  (ISBN 9782302071278)
- Les belles personnes, Soleil, coll. Noctambule, 2020  (ISBN 9782302081765)
- Céleste , colletion Noctambule, éditions Soleil

1. « Bien sûr, monsieur Proust. », 2022
2. « Il est temps, monsieur Proust. »[12], 2023

## Distinctions
- 2008 : Prix René Goscinny pour Groenland Manhattan[2],[3],[4]
- 2013 : Prix Landerneau BD 2013[6]
- 2013 : Prix Coup de cœur du festival de Quai des Bulles[7]
- 2014 : Grand prix de la critique de l'ACBD pour Mauvais Genre[8]
- 2014 : Prix du public Cultura au Festival d'Angoulême pour Mauvais Genre[9]
- 2015 :  Prix Micheluzzi de la meilleure bande dessinée étrangère pour Mauvais Genre